# Bandera de la unificación coreana

Bandera de la unificación coreana utilizada desde 2006, con la isla de Ulleungdo al este.

La bandera de la unificación coreana (hangul: 통일기 o 한반도기, hanja, 統一旗 o 韓半島旗) es una bandera sin carácter oficial que se utiliza para representar al conjunto de Corea, principalmente cuando Corea del Norte y Corea del Sur desfilan como un solo equipo en eventos deportivos. Muestra un mapa de la península de Corea en color azul e incluye la isla de Jeju al suroeste. Está considerada asimismo un símbolo por la reunificación de Corea, que se encuentra dividida en dos estados desde 1948.
Algunas versiones incluyen territorios en disputa reclamados por Corea, como la isla de Ulleungdo y las rocas de Liancourt.

## Historia
La enseña fue diseñada en 1989 con motivo de un hipotético equipo unificado de Corea en los Juegos Asiáticos de 1990 que nunca se llegó a conformar. Esta iniciativa sí tuvo éxito en dos eventos deportivos celebrados en 1991: el Campeonato Mundial de Tenis de Mesa y la Copa Mundial de Fútbol Sub-20, donde además se utilizó la canción folclórica Arirang como himno nacional.
Corea del Norte y Corea del Sur no han vuelto a competir como equipo unificado desde entonces, pero la bandera de la península sí ha sido utilizada para que ambos estados desfilaran como una sola delegación en los Juegos Olímpicos de Sídney 2000 y Atenas 2004, en los Juegos Olímpicos de Invierno de 2006 y en diversas ediciones de los Juegos Asiáticos. La primera vez que pudo verse en un evento político fue durante la visita oficial del presidente surcoreano Roh Moo-hyun a Corea del Norte en 2007.  El uso de la bandera unificada se ha visto muy condicionado por las relaciones bilaterales.
En los Juegos Olímpicos de Pyeongchang 2018, celebrados en Corea del Sur, la delegación coreana volvió a desfilar unida bajo esta bandera después de una década sin hacerlo, al son de Arirang. Aunque Norte y Sur compitieron luego por separado, se ha interpretado como un ejemplo de distensión porque hasta entonces era habitual que los norcoreanos rechazaran viajar a los eventos organizados por el Sur.